# Den helige Hieronymus i ödemarken
Den helige Hieronymus eller Den helige Hieronymus i ödemarken är en oljemålning av den tyske renässanskonstnären Albrecht Dürer. Den målades omkring 1496 och ingår sedan 1996 i samlingarna på National Gallery i London. 
Denna lilla dubbelsidiga tavla var troligen ursprungligen gjord för ett privataltare. Framsidan visar helgonet och kyrkofadern Hieronymus som knäböjer framför ett krucifix som är fäst på en stubbe. Hieronymus levde några år som eremit i öknen – här avbildad som en nordeuropeisk ödemark. Bilden visar hur han späker sig själv genom att slå sig på bröstet med en sten för att visa erkänsla för Jesu lidande och död. I höger hand håller han Bibeln, en referens till hans stora insatser som bibelöversättare. Lejonet som vilar vid hans sida var hans attribut och enligt legenden följeslagare alltsedan han tagit bort en tagg från dess tass. I förgrunden syns två steglitsor, färggranna finkfåglar, som förr var vanliga som burfåglar. Fågeln symboliserar passionshistorien; enligt legenden drog en liten fågel törnen ur Jesu panna när han hängde på korset och fågeln färgades då röd av Jesu blod. 
Dürer avbildade även Hieronymus i kopparsticket Hieronymus i studerkammaren.

## Bilder
Tavlan är målad på båda sidorna och på dess baksida återfinns en bild som visar en planet, komet eller meteorit som lyser upp en mörk himmel. 

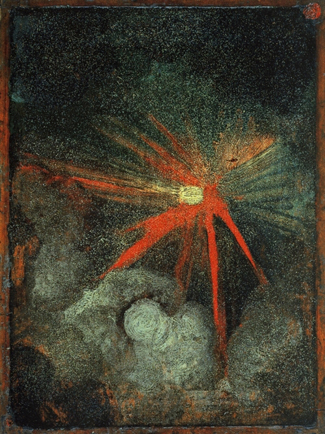